# دنیای دی‌سی (فرنچایز)
دنیای دی‌سی (به انگلیسی: DC Universe؛ به اختصار DCU) و همچنین با عنوان دنیای جدید دی‌سی نیز شناخته می‌شود، یک فرنچایز چندرسانه‌ای آمریکایی بر اساس شخصیت‌های انتشارات دی‌سی کامیکس با اقتباس از دنیای دی‌سی است که توسط جیمز گان و پیتر سفرن، روسای مشترک و مدیران عاملان دی‌سی استودیوز ساخته شده‌است. این فرنچایز یک بازراه‌اندازی از دنیای توسعه‌یافته دی‌سی (DCEU) است.

## فیلم‌ها
| فیلم                      | تاریخ انتشار در ایالات متحده | کارگردان                  | فیلمنامه‌نویس              | تهیه‌کننده                             | وضعیت                     |
| فصل اول: خدایان و هیولاها | فصل اول: خدایان و هیولاها    | فصل اول: خدایان و هیولاها | فصل اول: خدایان و هیولاها | فصل اول: خدایان و هیولاها             | فصل اول: خدایان و هیولاها |
| ------------------------- | ---------------------------- | ------------------------- | ------------------------- | ------------------------------------- | ------------------------- |
| سوپرمن                    | ۱۱ ژوئیه ۲۰۲۵                | جیمز گان                  | جیمز گان                  | پیتر سفرن                             | منتشر شده                 |
| سوپرگرل                   | ۲۶ ژوئن ۲۰۲۶                 | کریگ گیلسپی               | آنا نوگیرا                | ن/م                                   | پس تولید                  |
| صورت گلی                  | ۱۱ سپتامبر ۲۰۲۶              | ن/م                       | مایک فلنگن                | ن/م                                   | پیش تولید                 |
| اختیار                    | ن/م                          | ن/م                       | ن/م                       | ن/م                                   | در حال توسعه              |
| شجاع و جسور               | ن/م                          | اندی موسکیتی              | ن/م                       | جیمز گان ، پیتر سفرن ، باربارا موشیتی | در حال توسعه              |
| موجود باتلاق              | ن/م                          | جیمز منگولد               | جیمز منگولد               | ن/م                                   | در حال توسعه              |

## مجموعه های تلویزیونی
| مجموعه تلویزیونی   | فصل | فصل | اپیزودها | تاریخ اصلی نمایش | تاریخ اصلی نمایش | وضعیت              |
| مجموعه تلویزیونی   | فصل | فصل | اپیزودها | نخستین           | آخرین            | وضعیت              |
| ------------------ | --- | --- | -------- | ---------------- | ---------------- | ------------------ |
| کماندو های هیولایی |     | ۱   | ۷        | ۵ دسامبر ۲۰۲۴    | ۹ ژانویه ۲۰۲۵    | منتشرشده           |
| پیس میکر           |     | ۲   | ۸        | اوت ۲۰۲۵         | ن/م              | پس تولید           |
| فانوس ها           |     | ۱   | ۸        | ن/م              | ن/م              | در حال فیلم برداری |
| والر               |     | ۱   | ۶        | ن/م              | ن/م              | در حال توسعه       |
| بهشت گمشده         |     | ۱   | ن/م      | ن/م              | ن/م              | در حال توسعه       |
| بوستر گلد          |     | ۱   | ن/م      | ن/م              | ن/م              | در حال توسعه       |